# Roger Assalé
Roger Claver Djapone Assalé (* 13. listopadu 1993) je fotbalový útočník a reprezentant z Pobřeží slonoviny, od roku 2014 hráč klubu TP Mazembe.

## Klubová kariéra
V Pobřeží slonoviny hrál na seniorské úrovni za klub Séwé Sport de San-Pédro. V roce 2014 přestoupil do týmu TP Mazembe z Demokratické republiky Kongo.

## Reprezentační kariéra
V A-mužstvu Pobřeží slonoviny debutoval 6. 7. 2013 v zápase v Kaduně proti domácímu týmu Nigérie (porážka 1:4).
Zúčastnil se Afrického poháru národů 2015 v Rovníkové Guineji, kde s týmem získal zlatou medaili.